# Svenumyrtjärnarna
Svenumyrtjärnarna är en sjö i Skellefteå kommun i Västerbotten och ingår i Skellefteälvens huvudavrinningsområde.